# Renate Marsch-Potocka

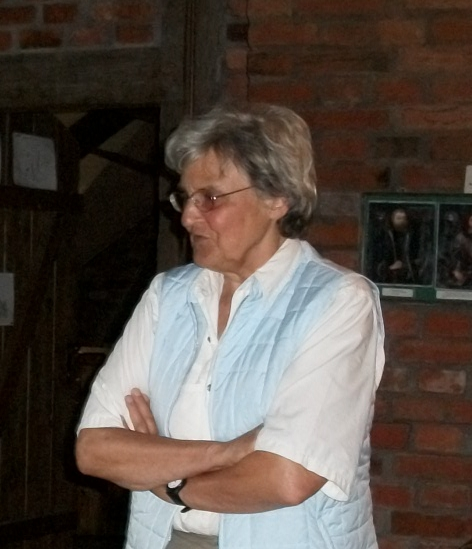
Renate Marsch-Potocka 2011

Renate Marsch-Potocka (ur. 21 czerwca 1935 w Beeskow) – dziennikarka niemiecka.

## Życiorys
Jej ojciec był leśniczym i został zastrzelony przez Rosjan w kwietniu 1945. W 1952 jej rodzina przeniosła się z NRD do Berlina Zachodniego.
W 1954 zdała maturę w Berlinie-Wannsee. Studiowała prawo na Wolnym Uniwersytecie Berlina, pracę dziennikarki rozpoczęła w czasie trzyletniego pobytu w Paryżu. Od 1965 związana z Deutsche Presse-Agentur, w latach 1965–1970 i 1973–1996 była korespondentką DPA w Polsce, 1970–1973 pracowała w centrali agencji w Hamburgu. W 1989 została wyróżniona niemiecką nagrodą dziennikarską im. Theodora Wolffa.
Związek z Polską zaznaczył się także jej małżeństwem (chociaż zakończonym rozwodem) z Władysławem Potockim. Na przełomie lat 80. i 90. była wraz z korespondentem AFP Bernardem Margueritte regularnym komentatorem bieżących wydarzeń w programie telewizyjnym Bliżej świata Jerzego Klechty. Po przejściu na emeryturę w 1996 osiedliła się w Kosewie na Mazurach, gdzie działa na rzecz ochrony środowiska i rozwoju turystyki. Ma dwoje dzieci.
W 2013 r. postanowieniem prezydenta Bronisława Komorowskiego za wybitne zasługi we wspieraniu przemian demokratycznych w Polsce, za dawanie świadectwa prawdzie o sytuacji w Polsce w czasie stanu wojennego, za osiągnięcia w działalności dziennikarskiej została odznaczona Krzyżem Oficerskim Orderu Odrodzenia Polski.